# Leptura dellabrunai
Leptura dellabrunai es una especie de escarabajo longicornio del género Leptura, categorizada en la tribu Lepturini, de la subfamilia Lepturinae. Fue descrita por Pesarini & Sabbadini en 2015.

## Descripción
Mide 13,1 mm de longitud.

## Distribución
Se distribuye por China.